# Ağdaş (Cəlilabad)
Ağdaş è un comune dell'Azerbaigian situato nel distretto di Cəlilabad. Conta una popolazione di 2 354 abitanti.